# Hans Bauer (Maler)
Hans Bauer (* 2. Dezember 1883 in Drebkau; † 1967 in Konstanz) war ein deutscher spätimpressionistischer Maler.

## Leben und Werk
Bauer studierte ab 1906 an der Königlichen Akademie der Künste in Berlin und von 1910 bis 1914 in Weimar bei Fritz Mackensen, Hans Olde und Albin Egger Lienz, bei dem er die Tiermalerei erlernte, an der Großherzoglichen Hochschule für bildende Kunst. Er genoss das Wohlwollen der kaiserlichen Familie und wurde von ihr gefördert. Von 1914 bis 1918 nahm Bauer als Freiwilliger am Ersten Weltkrieg teil. Nach Ende des Krieges arbeitete er sehr erfolgreich als freier Künstler in Weimar. Er war 1. Vorsitzender des Thüringer Ausstellungsverbands Bildender Künstler und Beisitzer des Reichsverbands Bildender Künstler Deutschlands. 1932 wurde er in Weimar zum Professor ernannt. Er erhielt die Große Ehrenmedaille der Stadt Weimar.
Von 1933 bis 1945 war Bauer Landesleiter der Nazi-Reichskammer der Bildenden Künste in Thüringen. In dieser Funktion vertrat und exekutierte er die nazistische Kunstpolitik. So veranlasste er z. B. Entfernung von Bildern Ernst Müller-Gräfes aus dem Lindenau-Museum Altenburg/Thüringen. Der Maler Alfred Ahner urteilte 1946: Der Charakter Bauers „äußert sich in der Hauptsache wohl in seiner geschäftstüchtigen Rührigkeit, die immer bestrebt war, sich in egoistischer, ja rigoroser Weise durchzusetzen, besonders später als Landesleiter in erster Linie an sich zu denken … In berechnender Weise bekannte er sich deshalb auch zu den gerade herrschenden politischen Strömungen, vor allem aber auch, um in denselben eine führende Rolle zu spielen …“
Von 1937 bis 1944, außer 1938, war Bauer auf der Großen Deutschen Kunstausstellung in München vertreten.      
Nach dem Ende des Zweiten Weltkrieges ging er nach Bonn, wo er als freier Maler arbeitete. Bis 1966 hatte er sein Atelier im Museum Koenig.
Werke Bauers befinden sich u. a. im Museum Bautzen und im Museum Koenig.

## Rezeption
Bauer war ein „geschätzter Tier- und Landschaftsmaler, der im akademischen Stil mit heller Lokalfarbigkeit, oft Ton in Ton oder in Grau, und Liebe zum Detail malte und an die Tradition von Franz von Lenbach und Friedrich Overbeck anknüpfte.“

## Werke (Auswahl)
- Wintertag (Tempera, 1936; ausgestellt 1937 auf der Großen Deutschen Kunstausstellung)[4]
- Norddeutsche Landschaft (Öl, ausgestellt 1938 auf der Großen Deutschen Kunstausstellung und vom Nazi-Führer Fritz Sauckel erworben)[5]
- Im Vorharz (Öl; ausgestellt 1940 auf der Großen Deutschen Kunstausstellung)[6]
- Am Lussowasee (Öl; ausgestellt 1942 auf der Großen Deutschen Kunstausstellung und vom Hauptkulturamt Berlins erworben)[7]
- Warthegaulandschaft (Öl; ausgestellt 1943 auf der Großen Deutschen Kunstausstellung)[8]

## Ausstellungen nach 1945
- 1954: Bonn, Galerie Kerze
- 1978/1979: Ahlen, Galerie Fritz-Winter-Haus